# Druhá vídeňská arbitráž

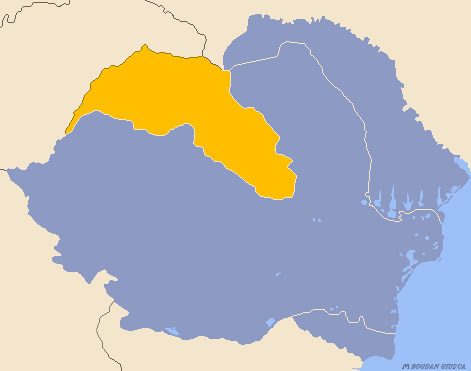
Rumunsko v roce 1940, severní Sedmihradsko je oranžovou barvou

Druhá vídeňská arbitráž byla mezinárodní arbitráž, kterou 30. srpna 1940 Německo a Itálie donutily Rumunsko vydat Maďarsku polovinu Sedmihradska, které se od té doby nazývalo severní Sedmihradsko.

## Důsledky
V průběhu srpna rumunská vláda souhlasila i s italským požadavkem vyhovět územním požadavkům Bulharska. Stalo se tak 7. září 1940 smlouvou z Craiovy a Bulharsku připadlo území nazývané Quadrilateral (jižní část Dobrudže). Ve stejném roce Sovětský svaz obsadil Severní Bukovinu a Besarábii (povětšinou dnešní Moldavsko), náležící k Rumunsku.

## Neplatnost Vídeňských arbitráží
Maďarsko mírovou smlouvou z roku 1947 uznalo neplatnost a nulitu obou Vídeňských arbitráží.